# Bidessonotus pulicarius
Bidessonotus pulicarius är en skalbaggsart som först beskrevs av Aubé 1838.  Bidessonotus pulicarius ingår i släktet Bidessonotus och familjen dykare. Inga underarter finns listade i Catalogue of Life.